# 小行星列表/143901-144000
| 名稱         | 臨時編號   | 發現日期       | 發現地點   | 發現者                         |
| ------------ | ---------- | -------------- | ---------- | ------------------------------ |
| 小行星143901 | 2003 YR60  | 2003年12月19日 | 基特峰     | 太空监视                       |
| 小行星143902 | 2003 YR61  | 2003年12月19日 | 索科罗     | 林肯近地小行星研究小组         |
| 小行星143903 | 2003 YZ61  | 2003年12月19日 | 索科罗     | 林肯近地小行星研究小组         |
| 小行星143904 | 2003 YM62  | 2003年12月19日 | 索科罗     | 林肯近地小行星研究小组         |
| 小行星143905 | 2003 YS62  | 2003年12月19日 | 索科罗     | 林肯近地小行星研究小组         |
| 小行星143906 | 2003 YW62  | 2003年12月19日 | 索科罗     | 林肯近地小行星研究小组         |
| 小行星143907 | 2003 YV63  | 2003年12月19日 | 索科罗     | 林肯近地小行星研究小组         |
| 小行星143908 | 2003 YR65  | 2003年12月19日 | 索科罗     | 林肯近地小行星研究小组         |
| 小行星143909 | 2003 YS66  | 2003年12月20日 | 索科罗     | 林肯近地小行星研究小组         |
| 小行星143910 | 2003 YD69  | 2003年12月20日 | 索科罗     | 林肯近地小行星研究小组         |
| 小行星143911 | 2003 YJ69  | 2003年12月20日 | 索科罗     | 林肯近地小行星研究小组         |
| 小行星143912 | 2003 YN70  | 2003年12月19日 | 索科罗     | 林肯近地小行星研究小组         |
| 小行星143913 | 2003 YF74  | 2003年12月18日 | 索科罗     | 林肯近地小行星研究小组         |
| 小行星143914 | 2003 YA75  | 2003年12月18日 | 索科罗     | 林肯近地小行星研究小组         |
| 小行星143915 | 2003 YC79  | 2003年12月18日 | 索科罗     | 林肯近地小行星研究小组         |
| 小行星143916 | 2003 YE79  | 2003年12月18日 | 索科罗     | 林肯近地小行星研究小组         |
| 小行星143917 | 2003 YN79  | 2003年12月18日 | 索科罗     | 林肯近地小行星研究小组         |
| 小行星143918 | 2003 YP79  | 2003年12月18日 | 索科罗     | 林肯近地小行星研究小组         |
| 小行星143919 | 2003 YW80  | 2003年12月18日 | 索科罗     | 林肯近地小行星研究小组         |
| 小行星143920 | 2003 YF82  | 2003年12月18日 | 索科罗     | 林肯近地小行星研究小组         |
| 小行星143921 | 2003 YW85  | 2003年12月19日 | 索科罗     | 林肯近地小行星研究小组         |
| 小行星143922 | 2003 YU87  | 2003年12月19日 | 索科罗     | 林肯近地小行星研究小组         |
| 小行星143923 | 2003 YE89  | 2003年12月19日 | 索科罗     | 林肯近地小行星研究小组         |
| 小行星143924 | 2003 YH89  | 2003年12月19日 | 索科罗     | 林肯近地小行星研究小组         |
| 小行星143925 | 2003 YO89  | 2003年12月19日 | 索科罗     | 林肯近地小行星研究小组         |
| 小行星143926 | 2003 YX89  | 2003年12月19日 | 基特峰     | 太空监视                       |
| 小行星143927 | 2003 YE90  | 2003年12月19日 | 基特峰     | 太空监视                       |
| 小行星143928 | 2003 YU90  | 2003年12月20日 | 索科罗     | 林肯近地小行星研究小组         |
| 小行星143929 | 2003 YP91  | 2003年12月20日 | 索科罗     | 林肯近地小行星研究小组         |
| 小行星143930 | 2003 YP98  | 2003年12月19日 | 基特峰     | 太空监视                       |
| 小行星143931 | 2003 YD102 | 2003年12月19日 | 索科罗     | 林肯近地小行星研究小组         |
| 小行星143932 | 2003 YF102 | 2003年12月19日 | 索科罗     | 林肯近地小行星研究小组         |
| 小行星143933 | 2003 YC104 | 2003年12月21日 | 索科罗     | 林肯近地小行星研究小组         |
| 小行星143934 | 2003 YD105 | 2003年12月21日 | 索科罗     | 林肯近地小行星研究小组         |
| 小行星143935 | 2003 YE105 | 2003年12月22日 | 索科罗     | 林肯近地小行星研究小组         |
| 小行星143936 | 2003 YR105 | 2003年12月22日 | 索科罗     | 林肯近地小行星研究小组         |
| 小行星143937 | 2003 YK106 | 2003年12月22日 | 索科罗     | 林肯近地小行星研究小组         |
| 小行星143938 | 2003 YV106 | 2003年12月22日 | 卡特林那   | 卡特林那巡天系统               |
| 小行星143939 | 2003 YC107 | 2003年12月22日 | 基特峰     | 太空监视                       |
| 小行星143940 | 2003 YW113 | 2003年12月24日 | 索科罗     | 林肯近地小行星研究小组         |
| 小行星143941 | 2003 YE115 | 2003年12月27日 | 索科罗     | 林肯近地小行星研究小组         |
| 小行星143942 | 2003 YF115 | 2003年12月27日 | 索科罗     | 林肯近地小行星研究小组         |
| 小行星143943 | 2003 YH115 | 2003年12月27日 | 索科罗     | 林肯近地小行星研究小组         |
| 小行星143944 | 2003 YP115 | 2003年12月27日 | 索科罗     | 林肯近地小行星研究小组         |
| 小行星143945 | 2003 YZ115 | 2003年12月27日 | 索科罗     | 林肯近地小行星研究小组         |
| 小行星143946 | 2003 YB117 | 2003年12月27日 | 索科罗     | 林肯近地小行星研究小组         |
| 小行星143947 | 2003 YQ117 | 2003年12月26日 | 海勒卡拉   | 近地小行星追踪                 |
| 小行星143948 | 2003 YJ118 | 2003年12月23日 | 索科罗     | 林肯近地小行星研究小组         |
| 小行星143949 | 2003 YO119 | 2003年12月27日 | 索科罗     | 林肯近地小行星研究小组         |
| 小行星143950 | 2003 YR120 | 2003年12月27日 | 索科罗     | 林肯近地小行星研究小组         |
| 小行星143951 | 2003 YC121 | 2003年12月27日 | 索科罗     | 林肯近地小行星研究小组         |
| 小行星143952 | 2003 YL121 | 2003年12月28日 | 索科罗     | 林肯近地小行星研究小组         |
| 小行星143953 | 2003 YL122 | 2003年12月27日 | 基特峰     | 太空监视                       |
| 小行星143954 | 2003 YY122 | 2003年12月27日 | 索科罗     | 林肯近地小行星研究小组         |
| 小行星143955 | 2003 YC123 | 2003年12月27日 | 索科罗     | 林肯近地小行星研究小组         |
| 小行星143956 | 2003 YL123 | 2003年12月27日 | 海勒卡拉   | 近地小行星追踪                 |
| 小行星143957 | 2003 YB125 | 2003年12月27日 | 索科罗     | 林肯近地小行星研究小组         |
| 小行星143958 | 2003 YD126 | 2003年12月27日 | 索科罗     | 林肯近地小行星研究小组         |
| 小行星143959 | 2003 YG126 | 2003年12月27日 | 索科罗     | 林肯近地小行星研究小组         |
| 小行星143960 | 2003 YX126 | 2003年12月27日 | 索科罗     | 林肯近地小行星研究小组         |
| 小行星143961 | 2003 YU128 | 2003年12月27日 | 索科罗     | 林肯近地小行星研究小组         |
| 小行星143962 | 2003 YT129 | 2003年12月27日 | 索科罗     | 林肯近地小行星研究小组         |
| 小行星143963 | 2003 YA130 | 2003年12月27日 | 索科罗     | 林肯近地小行星研究小组         |
| 小行星143964 | 2003 YD130 | 2003年12月27日 | 索科罗     | 林肯近地小行星研究小组         |
| 小行星143965 | 2003 YC133 | 2003年12月28日 | 索科罗     | 林肯近地小行星研究小组         |
| 小行星143966 | 2003 YE133 | 2003年12月28日 | 索科罗     | 林肯近地小行星研究小组         |
| 小行星143967 | 2003 YR134 | 2003年12月28日 | 索科罗     | 林肯近地小行星研究小组         |
| 小行星143968 | 2003 YN136 | 2003年12月17日 | 基特峰     | 太空监视                       |
| 小行星143969 | 2003 YS136 | 2003年12月18日 | 帕洛马山   | 近地小行星追踪                 |
| 小行星143970 | 2003 YJ138 | 2003年12月27日 | 索科罗     | 林肯近地小行星研究小组         |
| 小行星143971 | 2003 YV138 | 2003年12月27日 | 索科罗     | 林肯近地小行星研究小组         |
| 小行星143972 | 2003 YK142 | 2003年12月28日 | 索科罗     | 林肯近地小行星研究小组         |
| 小行星143973 | 2003 YP142 | 2003年12月28日 | 基特峰     | 太空监视                       |
| 小行星143974 | 2003 YA143 | 2003年12月28日 | 索科罗     | 林肯近地小行星研究小组         |
| 小行星143975 | 2003 YP143 | 2003年12月28日 | 索科罗     | 林肯近地小行星研究小组         |
| 小行星143976 | 2003 YG144 | 2003年12月28日 | 索科罗     | 林肯近地小行星研究小组         |
| 小行星143977 | 2003 YM145 | 2003年12月28日 | 索科罗     | 林肯近地小行星研究小组         |
| 小行星143978 | 2003 YS145 | 2003年12月28日 | 索科罗     | 林肯近地小行星研究小组         |
| 小行星143979 | 2003 YF146 | 2003年12月28日 | 索科罗     | 林肯近地小行星研究小组         |
| 小行星143980 | 2003 YT148 | 2003年12月29日 | 索科罗     | 林肯近地小行星研究小组         |
| 小行星143981 | 2003 YH150 | 2003年12月29日 | 索科罗     | 林肯近地小行星研究小组         |
| 小行星143982 | 2003 YK150 | 2003年12月29日 | 可可尼诺县 | 洛厄尔天文台近地小行星搜寻计划 |
| 小行星143983 | 2003 YE152 | 2003年12月29日 | 索科罗     | 林肯近地小行星研究小组         |
| 小行星143984 | 2003 YZ152 | 2003年12月29日 | 卡特林那   | 卡特林那巡天系统               |
| 小行星143985 | 2003 YT153 | 2003年12月29日 | 卡特林那   | 卡特林那巡天系统               |
| 小行星143986 | 2003 YB154 | 2003年12月29日 | 卡特林那   | 卡特林那巡天系统               |
| 小行星143987 | 2003 YS154 | 2003年12月29日 | 索科罗     | 林肯近地小行星研究小组         |
| 小行星143988 | 2003 YT154 | 2003年12月29日 | 索科罗     | 林肯近地小行星研究小组         |
| 小行星143989 | 2003 YY158 | 2003年12月17日 | 索科罗     | 林肯近地小行星研究小组         |
| 小行星143990 | 2003 YN175 | 2003年12月19日 | 基特峰     | 太空监视                       |
| 小行星143991 | 2003 YO179 | 2003年12月17日 | 毛纳基山   | 毛纳基山天文台                 |
| 小行星143992 | 2004 AF    | 2004年1月5日   | 索科罗     | 林肯近地小行星研究小组         |
| 小行星143993 | 2004 AG2   | 2004年1月13日  | 可可尼诺县 | 洛厄尔天文台近地小行星搜寻计划 |
| 小行星143994 | 2004 AU2   | 2004年1月13日  | 可可尼诺县 | 洛厄尔天文台近地小行星搜寻计划 |
| 小行星143995 | 2004 AJ3   | 2004年1月13日  | 可可尼诺县 | 洛厄尔天文台近地小行星搜寻计划 |
| 小行星143996 | 2004 AN3   | 2004年1月13日  | 可可尼诺县 | 洛厄尔天文台近地小行星搜寻计划 |
| 小行星143997 | 2004 AU3   | 2004年1月13日  | 可可尼诺县 | 洛厄尔天文台近地小行星搜寻计划 |
| 小行星143998 | 2004 AQ4   | 2004年1月12日  | 帕洛马山   | 近地小行星追踪                 |
| 小行星143999 | 2004 AR4   | 2004年1月12日  | 帕洛马山   | 近地小行星追踪                 |
| 小行星144000 | 2004 AV4   | 2004年1月12日  | 帕洛马山   | 近地小行星追踪                 |